# Robert Bosch (przedsiębiorstwo)

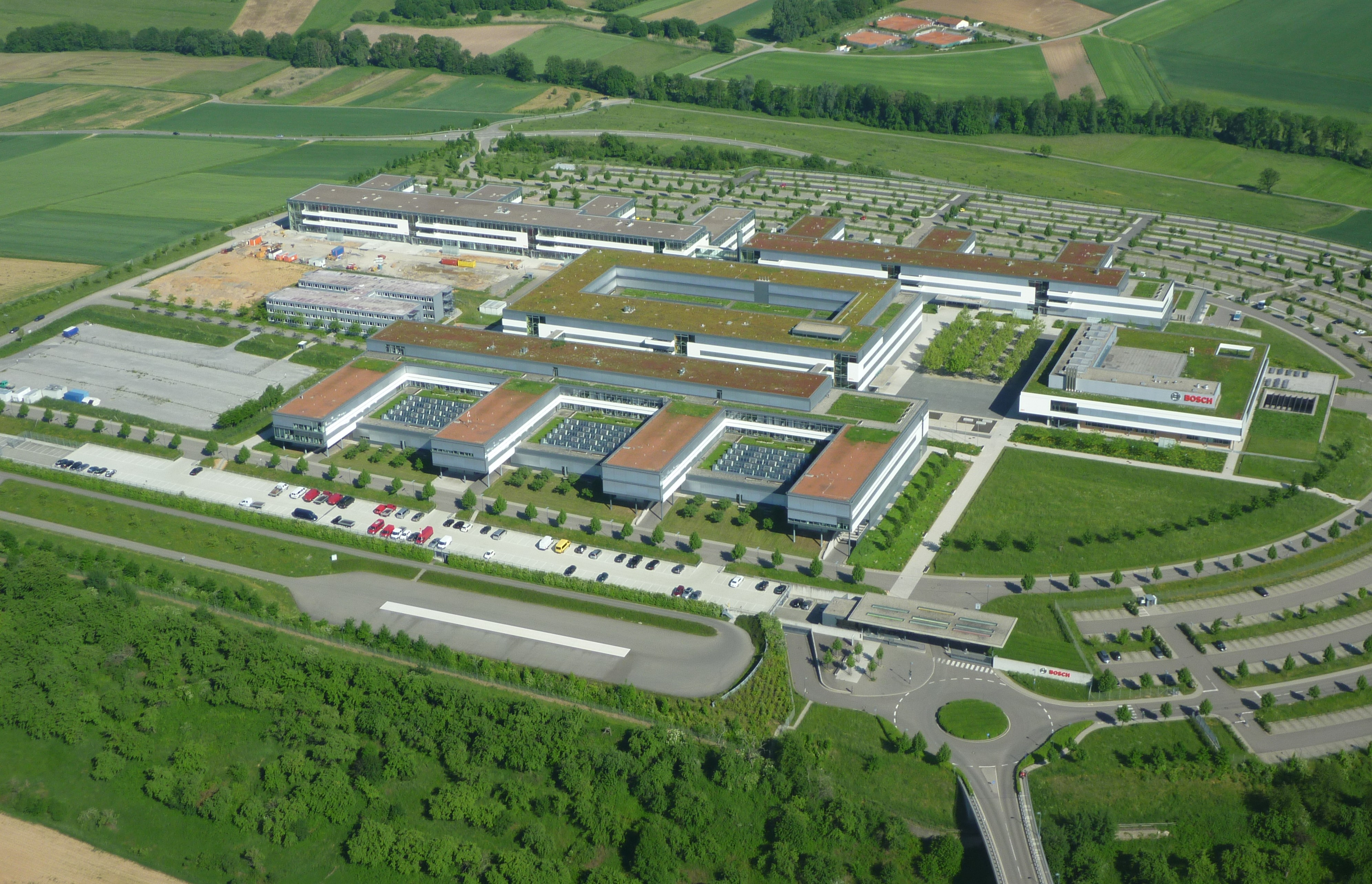
Centrum badań i rozwoju w Abstatt w Niemczech, które jest głównym oddziałem rozwoju części samochodowych

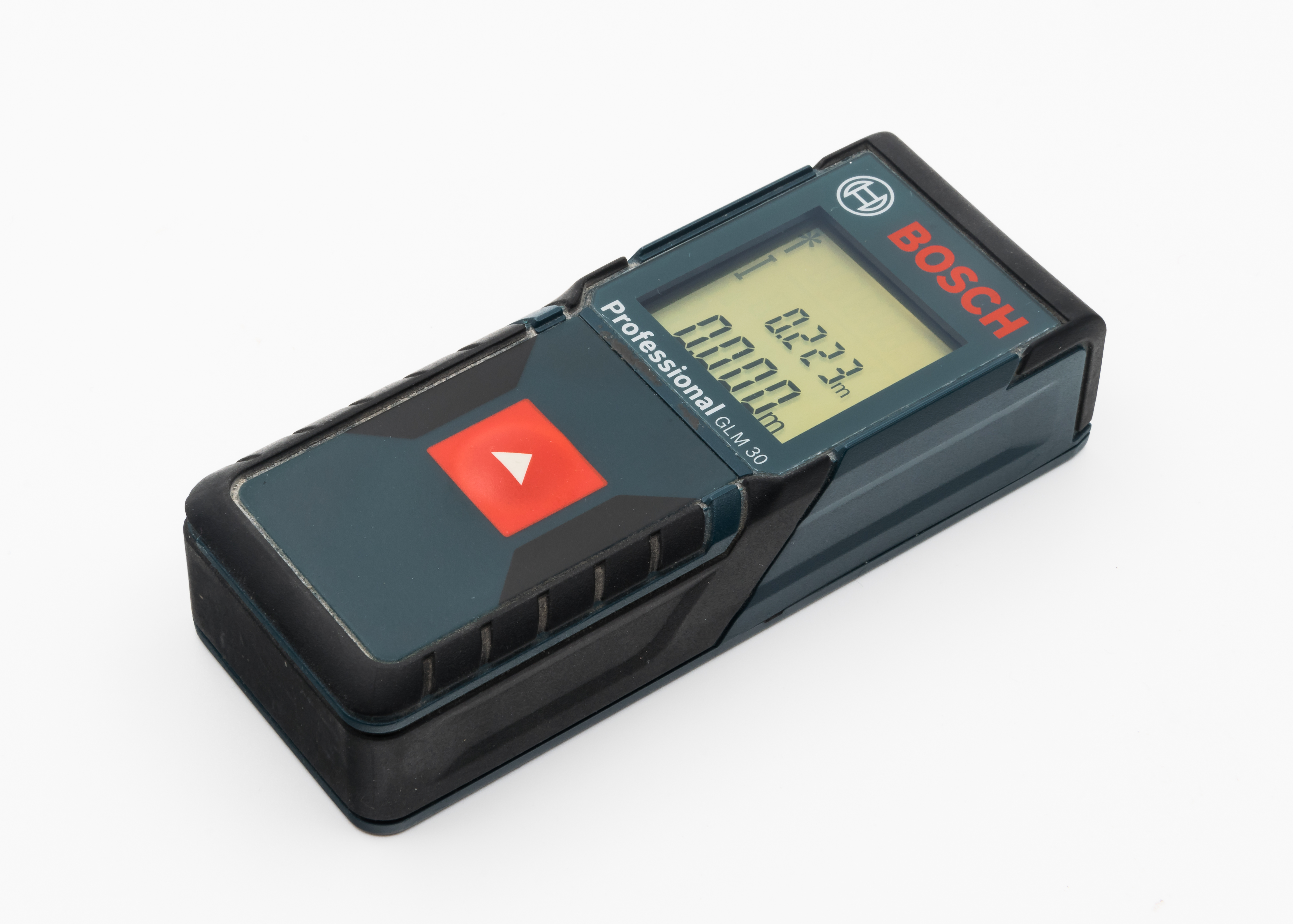
Dalmierz laserowy Bosh GLM 30

Robert Bosch GmbH (zapis stylizowany: BOSCH) – niemiecki koncern z siedzibą w Stuttgarcie, zajmujący się produkcją techniki motoryzacyjnej i przemysłowej, dóbr użytkowych oraz technicznego wyposażenia budynków.
Przedsiębiorstwo zostało założone w 1886 roku w Stuttgarcie przez Roberta Boscha. Współcześnie jest to koncern skupiający fabryki i dysponujący siecią dystrybucyjną oraz serwisową, posiadający około 440 spółek zależnych i regionalnych w 60 krajach świata oraz 13 tys. zakładów serwisowych w ponad 140 krajach świata.
Działalność Grupy Robert Bosch dzieli się na trzy działy: technikę motoryzacyjną, technikę przemysłową oraz dobra użytkowe i techniczne wyposażenie budynków.

## Działy przedsiębiorstwa

### Dział techniki motoryzacyjnej
Technika motoryzacyjna to największy dział przedsiębiorstwa w grupie Bosch. W tym dziale jest zatrudnionych około 160 tys. pracowników na całym świecie.
Bosch jako pierwszy wprowadził na rynek: systemy wtrysku benzyny i sondy lambda, a także nowy system wtrysku bezpośredniego do silników Diesla – Unit Injector System, dzięki któremu możliwe stało się obniżenie zarówno poziomu emisji zanieczyszczeń, jak i zużycia paliwa. Bosch opracował również szereg wynalazków w zakresie bezpieczeństwa jazdy samochodem, m.in. system ABS oraz układ ESP.
Struktura działu:
- Systemy do silników benzynowych – w ramach tego działu Bosch opracowuje i produkuje systemy do silników benzynowych;
- Systemy do silników Diesla;
- Systemy podwozi, układy hamulcowe i sterowniki dla systemów podwozi – program produktów tego działu obejmuje wszystkie komponenty i systemy przyczyniające się do bezpieczeństwa pojazdu – od kontroli stabilności samochodu do elektronicznych systemów sterowania układami hamulcowymi;
- Systemy energetyki pojazdowej i elektronika nadwozia – dział oferuje rozwiązania w zakresie wytwarzania, dystrybucji i wykorzystania energii w samochodach – rozruszniki, alternatory, sterowniki do elektroniki nadwozia oraz komponenty na bazie napędów mechatronicznych;
- Samochodowe systemy multimedialne – do obszarów działalności należy produkcja i sprzedaż radioodtwarzaczy samochodowych, systemów nawigacji, systemów multimedialnych, głośników, wzmacniaczy, akcesoriów i komponentów car audio. Urządzenia są dystrybuowane pod marką Blaupunkt;
- Elektronika pojazdowa – rozwiązania w zakresie mikroelektroniki stanowią podstawę produkcji czujników i sterowników samochodowych;
- Dystrybucja (Automotive Aftermarket) – do zadań działu należy sprzedaż produktów wyposażenia pojazdów, zaopatrzenie w części zamienne, jak również produkcja i dystrybucja techniki diagnostycznej dla warsztatów samochodowych. Do organizacji sprzedaży i obsługi klienta należy ponad 12 tys. samodzielnych prawnie, ale powiązanych z Boschem kontraktami, serwisów działających w 140 krajach;
- ZF Układy kierownicze – spółka ZF Układy kierownicze (ZF Lenksysteme) to wspólne przedsięwzięcie Bosch i ZF Friedrichshafen (udział Boscha 50%).

### Dział dóbr użytkowych i technicznego wyposażenia budynków
Dział ten obejmuje takie branże, jak elektronarzędzia, technika grzewcza, systemy zabezpieczeń. Zajmuje się również produkcją i sprzedażą sprzętu gospodarstwa domowego, prowadzoną przez przedsiębiorstwo BSH Bosch Siemens Sprzęt Gospodarstwa Domowego (udział Boscha 50%). Dział zatrudnia około 60 tys. osób na całym świecie.
- Dział elektronarzędzi – do obszarów działalności działu należy sprzedaż elektronarzędzi marek Bosch, Skil i Dremel. W ofercie znajdują się urządzenia dla profesjonalistów, majsterkowiczów, narzędzia ogrodowe oraz osprzęt;
- Dział branżowy Techniki Grzewczej jest producentem wiszących gazowych kotłów grzewczych, gazowych podgrzewaczy wody, stojących gazowych kotłów grzewczych i kotłów olejowych. Urządzenia są sprzedawane m.in. pod markami Junkers i Buderus;
- Produkcją sprzętu gospodarstwa domowego zajmuje się od roku 1967 Bosch-Siemens-Hausgeräte GmbH (BSH) z Monachium, w której po 50% udziałów mają Bosch i Siemens. W ofercie spółki znajdują się zmywarki, pralki automatyczne i suszarki, chłodziarki i zamrażarki oraz piekarniki, kuchenki i płyty grzejne;
- Dział Systemów Zabezpieczeń opracowuje systemy telewizji dozorowej, systemy alarmowe i przeciwpożarowe, systemy kontroli dostępu. Oferta działu obejmuje także systemy kongresowe i nagłośnieniowe.

### Dział techniki przemysłowej
Dział Techniki Przemysłowej obejmuje takie branże jak technika automatyzacji (Bosch Rexroth) i technika opakowaniowa. W dziale jest zatrudnionych blisko 35 tys. pracowników na całym świecie.
- 1 maja 2001 w Niemczech zostało oficjalnie zarejestrowane przedsiębiorstwo Bosch Rexroth AG, utworzone z połączenia Mannesmann Rexroth i działu Techniki Automatyzacji grupy Bosch. Przedsiębiorstwo Bosch Rexroth AG należy w 100 proc. do koncernu Bosch i zatrudnia obecnie ponad 26 tys. pracowników na całym świecie. Spółka Bosch Rexroth AG prowadzi sześć działów branżowych: hydraulikę mobilną, hydraulikę przemysłową, pneumatykę, technikę montażową i linearną, napędy elektryczne i układy sterowania oraz serwis.
- Dział branżowy techniki opakowaniowej zajmuje się produkcją i dystrybucją maszyn opakowaniowych. Maszyny opakowaniowe Boscha produkowane są na potrzeby przemysłu spożywczego, produkcji słodyczy, przemysłu farmaceutycznego, chemiczno-technicznego oraz kosmetycznego. Bosch jest nie tylko producentem samych maszyn opakowaniowych, ale przede wszystkim dostawcą technologii w dziedzinie procesów produkcyjnych i pakowania produktów.

## Bosch w Polsce
Bosch jest obecny w Polsce od 1991 roku, działalność handlową prowadzi od 1992 r. W lipcu 2015 r. spółka zakupiła fabrykę we Wrocławiu po upadłym FagorMastercook za kwotę 90 mln zł. W 2016 roku zatrudnienie w Grupie Bosch w Polsce przekraczało 5000 osób, a firma osiągała obroty na poziomie 5,04 mld złotych. W 2017 zatrudnienie zwiększyło się do 6400 osób.
Grupa jest reprezentowana w Polsce przez 4 spółki: Robert Bosch Sp. z o.o., Bosch Rexroth Sp. z o.o., BSH Sprzęt Gospodarstwa Domowego Sp. z o.o., sia Abrasives Sp. z o.o. Działalność grupy Bosch w Polsce obejmuje sprzedaż części samochodowych, urządzeń diagnostycznych, sprzętu elektronicznego Blaupunkt, elektronarzędzi Bosch, Skil i Dremel, urządzeń z zakresu techniki grzewczej oferowanych pod markami Junkers i Buderus, systemów zabezpieczeń oraz sprzętu z zakresu napędów i sterowań oferowanych pod marką Rexroth. Ponadto w Mirkowie koło Wrocławia odbywa się produkcja systemów hamulcowych Boscha, prowadzona jest również sprzedaż i produkcja sprzętu AGD (3 fabryki w Łodzi – pralek, suszarek i zmywarek).
W 2019 roku Bosch zatrudniał w Polsce blisko 7900 osób. Dodatkowo w tym samym roku przedsiębiorstwo zanotowało obrót wynoszący ponad 8,9 mld złotych.
W Polsce działa również Bosch Car Service, sieć serwisów samochodowych zlokalizowanych w całej Polsce.